# Шестикутна ґратка

Трикутний паркет. Вершини формують шестикутну ґратку з горизонтальними рядами, з трикутниками, що вказують вгору і вниз. Є три способи згрупувати трикутники 6 на 6, щоб сформувати шестикутний паркет. У кожному випадку шестикутники орієнтовані з двома горизонтальними сторонами і зібрані у вертикальних рядах, і в кожному випадку вони мають темний трикутник зліва вгорі.

Шестикутна ґратка, гексагональна ґратка або рівностороння трикутна ґратка є одним із п'яти типів двовимірних ґраток.
Три сусідні точки формують рівносторонній трикутник. Найчастіше використовують чотири орієнтації такого трикутника, який, якщо його розглядати як стрілку, може бути орієнтований вгору, вниз, ліворуч або праворуч. Хоча в кожному випадку їх можна уявити як такі, що вказують на два похилих напрямки.
Здебільшого використовують дві орієнтації зображення ґратки. Вони можуть згадуватись як «шестикутна ґратка з горизонтальними рядками» (як на діаграмі нижче), з трикутниками, що вказують вгору і вниз, і «шестикутна ґратка з вертикальними рядами», з трикутниками, що вказують ліворуч і праворуч. Вони повернуті одна відносно одної на кут 90°, або, еквівалентно, 30°.
```
     * * * * * * *
    * * * * * * * *
     * * * * * * *
    * * * * * * * *
```

Шестикутна ґратка з горизонтальними рядками — особливий випадок центрованої прямокутної (тобто ромбічної) сітки, з прямокутниками, висота яких у {\displaystyle {\sqrt {3}}} разів більша від ширини.
Її категорія симетрії — група орнаменту p6m.

Шестикутний паркет, стільникова структура. Центри шестикутників формують трикутну ґратку з вертикальними рядами; для кожного кольору центри шестикутників цього кольору формують шестикутну ґратку з горизонтальними рядами, яка в разів більша. Вершини всіх шестикутників разом з їхніми центрами формують шестикутну ґратку з горизонтальними рядами, яка в разів менша, ніж раніше згадана ґратка.

Для зображування стільникової структури найпоширеніші дві орієнтації. Вони можуть згадуватись як «стільникова структура з горизонтальними рядами», з шестикутниками з двома вертикальними сторонами, і «стільникова структура з вертикальними рядами», з шестикутниками з двома горизонтальними сторонами. Вони повернуті одна відносно одної на кут 90°, або, еквівалентно, 30°.
Стільникова структура двома способами пов'язана з шестикутною ґраткою:
- центри шестикутників формують трикутну ґратку;
- вершини комірок стільника разом із їхніми центрами формують шестикутну ґратку, повернуту на 30° (або, еквівалентно, на 90°), і з масштабним множником {\displaystyle {\frac {1}{3}}{\sqrt {3}}} відносно іншої ґратки.

Відношення числа вершин та числа шестикутників дорівнює 2, а разом із центрами — 3.
Термін «стільникова ґратка» може означати відповідну шестикутну ґратку, або структуру, яка не є ґраткою в груповому сенсі, але наприклад, має трансляційну симетрію. Ряди точок, що формують вершини стільника (без точок у центрах), утворюють стільникову структуру:
```
     * *   * *   *
    *   * *   * *  
     * *   * *   *
    *   * *   * * 
     * *   * *   *
```